# Георги Попов (анархист)
Вижте пояснителната страница за други личности с името Георги Попов.
Георги Симеонов Попов (22 май 1900 – 31 януари 1924) е български анархист, съорганизатор на въстанието в Килифарево през 1923 г.
Георги Попов е роден на 22 май 1900 г. в село Килифарево в семейство на учител. Баща му заболява и умира от холера, когато момчето е едва дванадесет годишно. Още по това време той поема грижата за четирите си по-малки сестри, три от които умират от туберкулоза много малки. Завършва началното си образование и прогимназия в родното си село. През 1917 – 1918 г. завършва Търновската мъжка гимназия „Св. Кирил“.
На 9 юни 1923 г., се взема взима решение да се учреди специален Военен съвет в състав: Трифон Саралиев от страна на комунистите, анархистите Георги Симеонов Попов, Никола Пенев (Пенски) и други. Единният фронт в Килифарево, заедно с голяма част от населението в този район обявяват Килифаревската република, наричана и Килифаревска комуна. На проведения митинг в навечерието на събитието Попов произнася реч, в която между другото казва:
| „ | ...До кога ще служим за клещи в ръцете на нашите врагове? Доста сме мрели по бойните полета за чужди интереси. Нека пипнем пушките и ако ще мрем, да измрем, защитавайки своите огнища, своите семейства, себе си.. | “ |

На заседанията си от 5 до 7 август 1923 г. ЦК на БКП решава да се образува Единен фронт с анархистите и земеделците и излиза с резолюция за съвместна борба. Във Федерацията на анархо-комунистите се появяват разногласия, като едни са привърженици, а други са против общите действия с БКП. Привърженици на Единния фронт са Георги Шейтанов и Георги Попов, като той става предводител на Килифаревската анархо-комунистическа чета, с която води битки. След предателство на 31 януари 1924 г. при село Плаково войводата е тежко ранен. За да не попадне в плен, той се самоубива. След него командир на четата става Никола Пенев. Именно Килифаревската чета и Георги Попов като неин водач използва писателят Емилиян Станев в романа си „Иван Кондарев“ като четата на Ванчовски, която взема участие във въстанието и след погрома му се оттегля в Балкана.

## Семейство
- Сестра – Надежда Симеонова Попова, участничка в Килифаревското въстание и Килифаревската анархо-комунистическа чета.[8]